# Pickens (Carolina del Sud)
Pickens è una città degli Stati Uniti d'America, situata nella Contea di Pickens nello Stato della Carolina del Sud.